# Armamar (freguesia)
Armamar és una freguesia portuguesa del municipi d'Armamar, amb 16,76 km² d'àrea i 1.423 habitants (cens del 2016). La seva densitat populacional és 84,9 hab/km².

## Descripció
Armamar es troba al sud de la vall del Douro en una costera, i té als seus peus la cascada de Misarela, un mirador des d'on es veu l'escenari paisatgístic del riu. De la freguesia també forma part la població de Travanca.
Ací es concentren les infraestructures que donen suport a tot el municipi: Cambra Municipal, Tribunal, Centre de Salut, Agrupació d'Escoles, GNR, Correus, Agències bancàries, entre d'altres.
Del patrimoni històric destaca: l'església parroquial dedicada al patró Sâo Miguel, únic monument del municipi classificat com a Monument nacional; algunes capelles (de l'Esperit Sant, de Santa Bàrbara, de Sâo Lázaro, etc.), moltes són propietat annexa de cases pairals; els carrerons del llogaret d'Outeiro amb reminiscències del període medieval; i la cascada de Misarela amb el seu mirador.
Al llogaret de Travanca hi ha també algunes cases pairals dignes de l'atenció, com ara la Casa Grande. Un dels darrers senyors de la Casa Grande fou el Dr. António Carlos de Magalhães de Mendonça Pimentel, jutge conseller i governador civil del districte de Viseu entre 1893 i 1894. Tenen interés la capella de Sâo Cristóvão, patró de Travanca, la capella de Santo António (1665) annexa a la Casa Grande, la capella de Nossa Senhora do Bom Despacho (1679) i la capella de Nossa Senhora das Neves (1669).
A la freguesia preval el sector de serveis, però també l'agricultura, caracteritzada per la producció sobretot de vins, de taula i generosos, i poma. El sector secundari està també representat per unitats de transformació de carns instal·lades a Travanca.

### Llogarets
Coura és un llogaret molt antic, amb vestigis prehistòrics. També hi passava una via de l'època romana, de què resten alguns trossos al camí d'Arícera.
El llogaret conserva encara als carrerons i cases molt de l'arquitectura del poblat medieval.
Cal destacar-ne l'església dedicada a Sâo João Baptista, en temps filial d'Armamar. Hi ha també una capella de Sâo Vicente, situada fora del llogaret, junt del cementeri.
Segons la tradició el lloc primitiu d'implantació del poblat de Tões fou en un declivi de Fraga da Pena, llogaret de Cortinhas, no gaire lluny de la capella da Sra. da Guia. I, de fet, allà han aparegut alguns vestigis arqueològics (restes de ceràmica i altres).
Al 1527 Tões era un petit llogaret, només amb 30 habitants, del terme de la vila d'Armamar. Llavors encara no existia la parròquia independent de Sta. Senhorinha i Tões estava unit a la Parròquia de S. Miguel d'Armamar. El primitiu temple de Santa Maria se situava al llogaret de Cortinhas i hi sorgiria el culte a la Sra. da Guia. Del nou temple hi ha referències a la primeria del segle xvii.
A Tões hi ha també la capella de Sto. António, la de la Sra. da Graça, particular i dins la Quinta da Lama Redonda i la Fonte Velha (1701).
La Quinta da Lama Redonda, vil·la rústica del segle xii, de les més antigues de la regió, és digna de referència en el patrimoni de la freguesia. N'hi ha referència del 1191 com a donació al monestir de Salzedas per Pedro de Ooriz. Conté vinya i una casa pairal de dos pisos amb capella particular.

## Població
| Població de la freguesia d'Armamar | Població de la freguesia d'Armamar | Població de la freguesia d'Armamar | Població de la freguesia d'Armamar | Població de la freguesia d'Armamar | Població de la freguesia d'Armamar | Població de la freguesia d'Armamar | Població de la freguesia d'Armamar | Població de la freguesia d'Armamar | Població de la freguesia d'Armamar | Població de la freguesia d'Armamar | Població de la freguesia d'Armamar | Població de la freguesia d'Armamar | Població de la freguesia d'Armamar | Població de la freguesia d'Armamar | Població de la freguesia d'Armamar |
| ---------------------------------- | ---------------------------------- | ---------------------------------- | ---------------------------------- | ---------------------------------- | ---------------------------------- | ---------------------------------- | ---------------------------------- | ---------------------------------- | ---------------------------------- | ---------------------------------- | ---------------------------------- | ---------------------------------- | ---------------------------------- | ---------------------------------- | ---------------------------------- |
| 1864                               | 1878                               | 1890                               | 1900                               | 1911                               | 1920                               | 1930                               | 1940                               | 1950                               | 1960                               | 1970                               | 1981                               | 1991                               | 2001                               | 2011                               | 2016                               |
| 2 173                              | 2 471                              | 2 309                              | 2 469                              | 2 206                              | 1 955                              | 2 293                              | 2 819                              | 2 301                              | 1 458                              | 1 204                              | 1 138                              | 1 168                              | 1 222                              | 1 268                              | 1 242                              |

Amb llogarets d'aquesta freguesia se'n crearen les d'Aldeias el 1947 i Vacalar el 1958.

## Evolució territorial
El 2013, en l'àmbit d'una reforma administrativa, se li annexà el territori de les llavors extintes freguesies de Tões i Coura.

## Patrimoni
- Església d'Armamar o Església de Sâo Miguel (Armamar)